# Batman: Arkham City
Batman: Arkham City là video game hành động phiêu lưu năm 2011 được Rocksteady Studios phát triển và Warner Bros Interactive Entertainment phát hành cho PlayStation 3, Xbox 360 và Microsoft Windows. Dựa trên câu chuyện siêu anh hùng Batman của DC Comics, nó là phần tiếp theo của video game Batman: Arkham Asylum năm 2009 và là game thứ hai của dòng game Batman: Arkham. Trò chơi được phát hành trên toàn thế giới cho console, bắt đầu tại Bắc Mỹ vào ngày 18 tháng 10 năm 2011, với phiên bản Windows của Microsoft vào ngày 22 tháng 11 năm 2011.
Arkham City được viết bởi nhà văn cựu binh về Batman là Paul Dini với Paul Crocker và Sefton Hill, và được dựa trên huyền thoại lâu năm của thương hiệu truyện tranh. Trong cốt truyện chính của game, Batman bị giam giữ trong Arkham City, một siêu nhà tù mới kèm theo các khu ổ chuột đô thị mục nát của thành phố Gotham hư cấu. Anh phải khám phá những bí mật đằng sau "Protocol 10" nham hiểm trong khi bảo vệ các tù nhân từ các tội phạm khét tiếng đang ở đó. Nhân vật chính của trò chơi chủ yếu lồng tiếng bởi diễn viên từ DC Animated Universe, với Kevin Conroy và Mark Hamill diễn lại vai trò của họ là Batman và Joker. Trò chơi được trình bày từ quan điểm của người thứ ba và tập trung chủ yếu vào khả năng chiến đấu, lén lút và kỹ năng thám tử của Batman, cũng như các dụng cụ vốn có thể được sử dụng trong cả chiến đấu và khám phá. Arkham City mở rộng kho vũ khí và khả năng chiến đấu của Batman và cung cấp một cấu trúc thế giới mở hơn, cho phép người chơi hoàn thành các nhiệm vụ phụ từ cốt truyện chính.
Trò chơi nhận được sự hoan nghênh và được gọi là video game được đánh giá cao nhất của năm 2011 theo xem xét tổng hợp của Metacritic. Nó nhận được nhiều giải thưởng bao gồm Trò chơi của năm, trò chơi Hành động phiêu lưu và điểm số âm nhạc gốc. Ấn bản Game of the Year của trò chơi được phát hành vào ngày 29 tháng 5 năm 2012 ở Bắc Mỹ và được phát hành vào ngày 7 tháng 9 năm 2012 cho phần còn lại của thế giới. Phiên bản Wii U của trò chơi được phát hành vào tháng 11 năm 2012, và phiên bản OS X được dự kiến phát hành vào cuối năm 2012. Một spin-off iOS của trò chơi, Batman: Arkham City Lockdown, được phát hành vào ngày 7 tháng 12 năm 2011.

## Lối chơi

Batman dùng Remote Electrical Charge chống lại người của lực lượng an ninh Tyger. Batman: Arkham City có tính năng nhấn mạnh về việc sử dụng khéo léo các dụng cụ khi đối mặt với kẻ thù vũ trang.

Arkham City là trò chơi hành động phiêu lưu thế giới mở  kết hợp các yếu tố lén lút và beat 'em up chiến thuật. Một số dụng cụ trong trò chơi đầu tiên có sẵn vào lúc bắt đầu của Arkham City, trong khi cái khác trở nên có sẵn trong quá trình chơi . Hầu hết các dụng cụ này được cải thiện hoặc có khả năng mới, ví dụ, Cryptographic Sequencer được dùng để hack consoles bảo mật, cũng có dùng để theo dõi các kênh đài phát thanh sóng ngắn , trong khi máy phóng dây câu có thể được triển khai như là dây thẳng hoặc thay đổi hướng trong suốt chuyến bay . Các thiết bị khác trở về từ trò chơi đầu tiên bao gồm: batrang điều khiển từ xa, Explosive Gel nay có thể được triển khai trong chiến đấu và phát nổ để đánh gục kẻ thù ; và súng phóng neo có thể được sử dụng trong khi trượt để tạo điều kiện thuận lợi trong di chuyển và trong chiến đấu để tước vũ khí của đối phương từ xa . Thiết bị mới trong kho vũ khí của Batman bao gồm: bom khói làm chưng hửng đối thủ và hỗ trợ chiến thuật lén lút; súng Remote Electric Charge (REC) có thể gây choáng kẻ thù và tạm thời nạp năng lượng cho động cơ ; lựu đạn Freeze Blast để đóng băng mục tiêu và có thể được sử dụng trong nước để tạo ra nền tảng tạm thời  và Disruptor, có thể dùng để vô hiệu hóa súng và mìn.
Trò chơi kết hợp yếu tố giải đố nhiều hơn so với người tiền nhiệm của nó; việc sử dụng "Detective Mode" của Batman, trong đó giúp nổi bật các yếu tố như tình trạng nhân vật và manh mối trên màn hình, được sử dụng để thực hiện các hoạt động pháp y như theo dõi nguồn gốc của một súng trường bắn tỉa. Người chơi có quyền truy cập vào cơ sở dữ liệu hình sự trong đó bao gồm các câu đố pháp y, cũng như một mạng lưới các tần số thông tin liên lạc . Tuy nhiên, đạo diễn nghệ thuật David Hego của Rocksteady mô tả chế độ thám tử mới là "chế độ thực tế tăng cường" và đạo diễn trò chơi Sefton Hill cũng nói rằng mặc dù kẻ thù và chứng cứ có thể được nhìn thấy rõ ràng hơn, phần điều hướng được giảm đi vì họ thấy rằng một số người chơi hoàn thành Arkham Asylum bằng cách sử dụng chế độ thám tử gần như trong suốt toàn bộ trò chơi .
Thách thức phụ từ Riddler để thu thập các vật dụng ẩn được đặt xung quanh thành phố cũng hiện diện, nhưng đòi hỏi nỗ lực bổ sung để xác định vị trí, chẳng hạn như thẩm vấn tay sai của Riddler và sử dụng khôn ngoan các dụng cụ để vô hiệu hóa bẫy và các rào cản. Sau khi hoàn thành một số lựa chọn của những thách thức này, Batman phải giải cứu một con tin dân sự tại một trong nhiều bẫy chết của Riddler .

Batman đánh bại kẻ thù như là minh chứng cho hệ thống chiến đấu "Freeflow" của Arkham City.

Người chơi điều khiển Batman suốt Arkham City để hoàn thành các mục tiêu nhiệm vụ. Ngoài nhiệm vụ chính, trò chơi giới thiệu các nhiệm vụ thứ cấp với nhân vật chính và những câu chuyện của họ. Người chơi có thể lựa chọn để di chuyển âm thầm, tránh các tù nhân và kẻ thù khác bằng cách sử dụng sự kết hợp các dụng cụ để đánh lén đối thủ. Khả năng trượt của Batman cho phép người chơi để lặn xuống và kéo mình trở lại, cho phép người chơi đi qua thành phố bằng đường hàng không. Vào những lúc khác, người chơi có thể chiến đấu với các tù nhân bằng cách sử dụng một phiên bản cải tiến của hệ thống chiến đấu Freeflow từ Arkham Asylum, cho phép khả năng để đối phó với các cú đập mạnh cùng một lúc, bắt đạn ném, khởi động các cuộc tấn công trên không, và tiến hành một loạt các đòn tấn công liên tiếp. Tranh chấp giữa các băng nhóm liên minh với nhân vật phản diện đối thủ thường châm ngòi cho một cuộc chiến tranh, làm phức tạp khả năng di chuyển của người chơi trong Arkham City .
Catwoman là một nhân vật có thể chơi được khác có sẵn thông qua chiến dịch Catwoman, ban đầu là nội dung tải về (DLC) trên PS3 và Xbox 360, nhưng sau đó được kèm trong các phiên bản PC và Game of the Year . Chiến dịch của Catwoman tập trung vào cốt truyện liên quan đến ăn trộm mà cắt với câu chuyện chính tại các điểm cụ thể trong trò chơi. Chiến đấu của Catwoman nhấn mạnh sự nhanh nhẹn và cho phép sử dụng các loại vũ khí độc đáo như vuốt găng tay và roi da biểu tượng của cô .
Dax Ginn tiết lộ tại Gamescom rằng trò chơi có khoảng 40 giờ chơi với chiến dịch chính kéo dài 25 giờ và 15 giờ cho các nhiệm vụ phụ . Trò chơi có 440 thách thức của Riddler, cấu thành một trong những nhiệm vụ phụ mà người chơi có thể thực hiện . Thay vì dựa trên bản đồ, người chơi có thể đánh dấu các câu đố Riddler khi chúng được tìm thấy và quay lại sau này, nếu họ ban đầu không có các thiết bị cần thiết để hoàn thành câu đố. Một phần của các câu đố là dành riêng cho Catwoman và chỉ có thể được hoàn thành bởi cô .
Phiên bản Xbox 360 và PlayStation 3 của Arkham City bao gồm một chế độ stereoscopic 3D cho HDTV 3D và HDTV 2D thông qua kính Inficolor 3D, trong khi phiên bản PC hỗ trợ Nvidia 3D Vision cho phép một chiều sâu 3D thậm chí còn lớn hơn. Nó sử dụng TriOviz cho Games Technology, công nghệ được tích hợp với Unreal Engine 3. Tất cả cảnh chơi và đoạn phim của Arkham City có S3D hỗ trợ . Phiên bản Wii U sử dụng bộ điều khiển màn hình cảm ứng của Wii U để cho người chơi quản lý trang thiết bị và nâng cấp của Batman, vị trí để dán Explosive Gel và xem bản đồ của thành phố. Phiên bản Wii U bổ sung chế độ Sonar giúp làm nổi bật các điểm quan tâm gần đó và Battle Armored Tech Mode (BAT Mode) cho phép Batman tích luỹ năng lượng trong thời gian chiến đấu và khi được kích hoạt, gây thiệt hại gia tăng .

## Tóm tắt

### Nhân vật

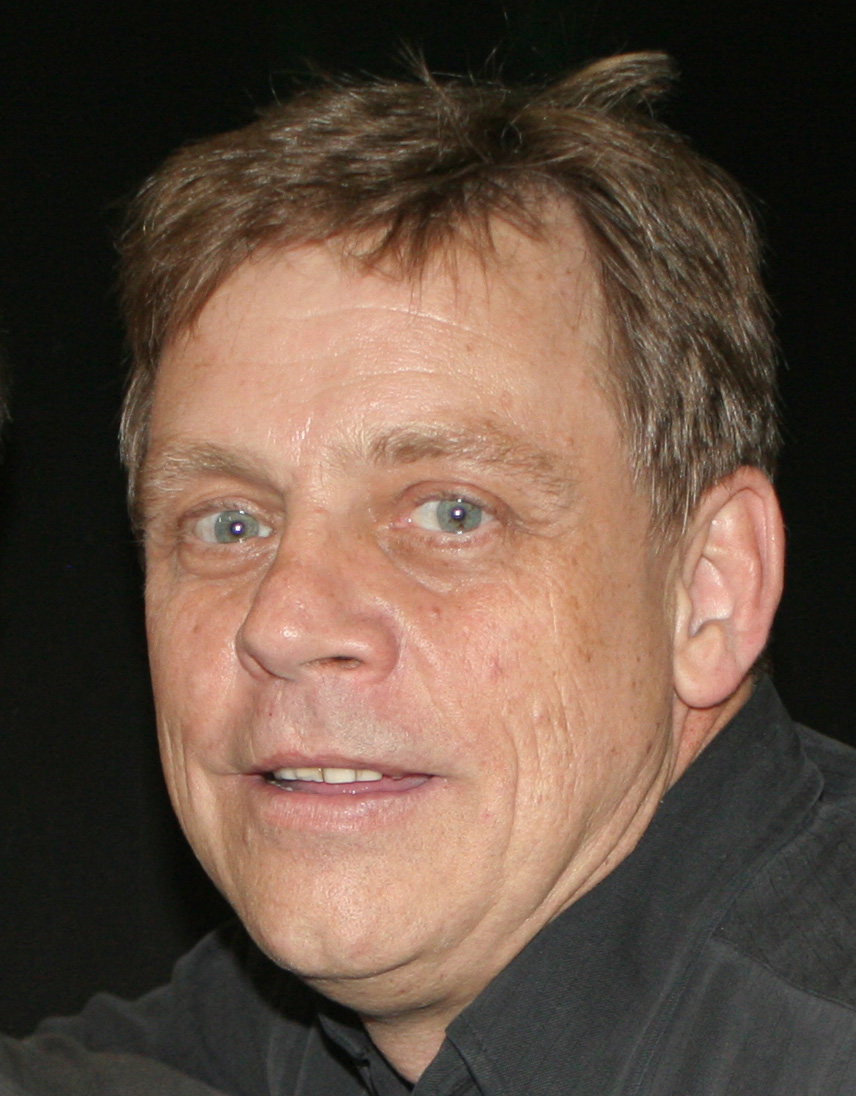
Diễn viên Mark Hamill vốn miễn cưỡng trở lại trong phần tiếp theo, muốn rời khỏi vai trò Joker lưu ý, nhưng đã động lòng sau khi biết được sự tham gia của Paul Dini và Kevin Conroy.

Arkham City có một dàn diễn viên lớn của các nhân vật lịch sử trong truyện tranh Batman. Nhân vật trở về từ Arkham Asylum có Batman (Kevin Conroy) , Joker (Mark Hamill)—được Hamill tuyên bố sẽ là lần cuối cùng ông lồng tiếng nhân vật , cai ngục trở thành thị trưởng Quincy Sharp (Tom Kane), Ủy viên cảnh sát James Gordon (lồng tiếng bởi David Kaye, người thay thế Kane)  và phóng viên Jack Ryder (James Horan). Nhân vật phản diện trở lại bao gồm Riddler (Wally Wingert) , Victor Zsasz (Danny Jacobs) , Bane (Fred Tatasciore)  và Poison Ivy (Tasia Valenza) . Trợ tá Harley Quinn của Joker cũng trở về, lồng tiếng bởi Tara Strong, người thay thế Arleen Sorkin . Nhân vật hỗ trợ của Batman bao gồm Catwoman (Grey DeLisle) , Robin (Troy Baker)  và quản gia Alfred Pennyworth (Martin Jarvis) , người cung cấp hỗ trợ radio cùng với Oracle (Kimberly Brooks) . Nightwing cũng xuất hiện như một nhân vật chơi bên ngoài câu chuyện chính thông qua các bản đồ thách thức .
Các nhân vật khác được đánh dấu lần đầu tiên xuất hiện trong loạt game bao gồm cai tù lôi cuốn của Arkham City, Hugo Strange (Corey Burton) , Two-Face (cũng lồng tiếng bởi Baker)  và Penguin (Nolan North) . Maurice LaMarche lồng tiếng cho cả Mr. Freeze và Calendar Man, trong khi Stana Katic lồng tiếng cho Talia al Ghul  Những nhân vật khác bao gồm zombie Solomon Grundy (cũng lồng tiếng bởi Tatasciore), kẻ biến hình Clayface (Rick D. Wasserman), lãnh đạo của League of Assassins là Ra al Ghul (Dee Bradley Baker) , Mad Hatter (Peter MacNicol)  và sát thủ Deadshot (Chris Cox), kẻ thâm nhập vào Arkham City để diệt các mục tiêu quan trọng . Nhân vật phản diện Hush (cũng lồng tiếng bởi Conroy) , Azrael bí ẩn (Khary Payton)  và phóng viên Vicki Vale (Kari Wahlgren) cũng có mặt.. Black Mask (cũng lồng tiếng bởi North) , Killer Croc (Steven Blum)  và vợ của Freeze, Nora Fries, cũng có vai nhỏ trong trò chơi .

### Bối cảnh
Các sự kiện trong Arkham City được thiết lập một năm sau Batman: Arkham Asylum . Quincy Sharp, giám đốc của viện tâm thần, tự nhận là đã ngăn chặn cuộc nổi dậy có vũ trang của Joker và sử dụng sự khác biệt này để trở thành thị trưởng của thành phố Gotham. Tuyên bố viện tâm thần và Blackgate Penitentiary đã không còn phù hợp để chứa tù nhân của thành phố, Sharp ra lệnh đóng cửa cả hai cơ sở và mua các khu nhà ổ chuột khét tiếng nhất của Gotham, chuyển đổi chúng thành một nhà tù rộng lớn được rào kín lại với tên gọi Arkham City. Cơ sở này sau đó được đặt trong sự chăm sóc của bác sĩ tâm thần thiên tài Hugo Strange-người đang bí mật thao túng Sharp-và được giám sát bởi một công ty quân sự tư nhân, Tyger Security . Một Batman thận trọng giữ nguyên sự cảnh giác của mình về dự án mới này, lo ngại rằng tình hình hỗn loạn có thể vược quá tầm kiểm soát . Trong khi đó, Joker mắc phải một căn bệnh có thể gây tử vong, đột biến bởi việc hắn sử dụng công thức Titan, một huyết thanh steroid không ổn định có thể biến người thường thành những con quái vật điên loạn 

### Cốt truyện
Tại một cuộc họp báo được tổ chức bởi Bruce Wayne nhằm tuyên bố phản đối của mình về Thành phố Arkham, anh bị đội lính đánh thuê TYGER bắt và bị giam giữ trong Thành phố Arkham. Hugo Strange tiết lộ rằng hắn biết Wayne chính là Batman trước khi thả anh ra. Trong khi Strange chuẩn bị cho "Protocol 10", Wayne lấy đồ trang bị được gửi đến bởi Alfred Pennyworth, cho phép anh trở thành Batman. Trước tiên anh giải cứu Catwoman từ Two-Face, kẻ hi vọng sẽ được tôn trọng bằng cách giết cô. Sau khi Joker cố gắng ám sát Catwoman, Batman theo dõi hắn đến nơi ẩn náu trong nhà máy Sionis Steelworks, tin rằng hắn có thể biết sự thật đằng sau Protocol 10.
Batman được bác sĩ của Joker tiết lộ rằng tính chất không ổn định của công thức Titan đã đột biến trong máu của Joker, dần dần giết chết hắn. Joker bắt giữ Batman và thực hiện việc truyền máu khiến Batman cũng bị nhiễm bệnh. Joker cũng tiết lộ rằng các bệnh viện ở Thành phố Gotham đã bị lây nhiễm với máu của hắn. Tuyệt vọng để cứu chính mình và người dân vô tội, Batman đi tìm Mr. Freeze, người đang phát triển một phương thuốc chữa bệnh nhưng bị bắt cóc bởi Penguin.
Batman truy đuổi Penguin đến Viện Lịch sử Quốc gia Pinkney Cyrus và đánh bại Solomon Grundy cùng băng nhóm của Penguin, trước khi giải thoát cho Mr. Freeze. Freeze nói với Batman rằng ông đã phát triển được phương thuốc, nhưng sự bất ổn định khiến nó trở nên vô dụng. Batman suy luận rằng tính chất phục hồi từ máu của Ra's al Ghul có thể hoàn thành phương thuốc. Batman theo dõi một trong những sát thủ của Ra's vào tận hang ổ ngầm của ông ta, dẫn Batman vào một cuộc đối đầu với Ra's và con gái của ông ta là Talia al Ghul, người yêu cũ của Batman. Với máu của Ra's al Ghul, Freeze chế được phương thuốc nhưng nó lại bị đánh cắp bởi Harley Quinn trước khi Batman có thể sử dụng nó.
Batman quay trở lại hang ổ của Joker và thấy hắn hoàn toàn khỏe mạnh. Khi cả hai đang giao chiến, Strange kích hoạt Protocol 10, được tiết lộ là một chương trình quét sạch toàn bộ dân số Thành phố Arkham và tiêu diệt các phần tử tội phạm của Gotham. Đội quân TYGER bắt đầu hành quyết hàng loạt các tù nhân trong khi Strange mở một cuộc tấn công bằng tên lửa từ Wonder Tower. Một tên lửa bắn trúng nhà máy thép, vùi Batman dưới đống đổ nát. Trước khi Joker có thể lợi dụng thời cơ, Talia xuất hiện và hứa sẽ cho Joker sự bất tử để hắn tha mạng cho Batman. Sau khi trốn thoát với sự giúp đỡ của Catwoman, Batman được Alfred thuyết phục hãy chấm dứt Protocol 10 trước khi đuổi theo Talia và Joker.
Batman xâm nhập Wonder Tower và vô hiệu hóa Protocol 10. Ra's al Ghul được tiết lộ là kẻ chủ mưu thật sự đằng sau Thành phố Arkham và đâm Strange trọng thương. Trong cơn hấp hối, Strange kích hoạt "Protocol 11", chế độ tự hủy Wonder Tower. Batman và Ra's nhảy ra khỏi tòa tháp nhưng Ra's tự tử để không bị bắt. Joker liên lạc với Batman, đe dọa giết Talia trừ khi Batman gặp hắn tại Nhà hát Monarch. Khi Batman đến nơi, Joker yêu cầu phương thuốc nhưng bị giết bởi Talia trong khi bị xao lãng. Khi Talia thừa nhận ăn cắp phương thuốc từ Quinn, cô bị giết bởi một Joker thứ hai, người vẫn còn mắc căn bệnh. Joker khỏe mạnh hiện nguyên hình là quái vật đất sét Clayface, người đã giả mạo Joker theo yêu cầu của Joker thật.
Batman đánh bại Clayface, nhưng Joker cho nổ tung sàn nhà hát khiến kỵ sĩ bóng đêm rơi xuống căn phòng của Ra's bên dưới. Batman phá hủy Lazarus Pit trước khi Joker có thể sử dụng nó, và uống một phần thuốc giải độc. Batman phân vân không biết có nên cứu kẻ thù của mình hay không, nhưng trước khi anh có thể quyết định, Joker tấn công anh và vô tình làm vỡ lọ thuốc. Batman nói rằng mặc kệ tất cả mọi thứ Joker đã làm, anh đã có thể cứu hắn. Sau khi Joker chết bởi căn bệnh, Batman mang xác hắn ra khỏi Thành phố Arkham. Khi Ủy viên Gordon hỏi chuyện gì đã xảy ra, Batman đặt xác Joker lên một xe cảnh sát và bỏ đi trong im lặng.

## Phát triển

### Khái niệm
Phát triển câu chuyện và khái niệm của trò chơi bắt đầu vào tháng 2 năm 2009, khi nhóm phát triển được di chuyển từ Arkham Asylum sang phát triển Arkham City sau khi hoàn tất công việc trên trò chơi đầu tiên . Khái niệm mở rộng trò chơi từ trại tâm thần đến thành phố xuất hiện trong lúc phát triển Arkham Asylum, một khi nhóm nghiên cứu đã lập trình Batman để nhảy và lượn giữa các tòa nhà của trại tâm thần, thích ứng của trò chơi cho thành phố được coi là tự nhiên. Arkham Asylum được hoàn thành với phần tiếp theo trong tâm trí trong cả câu chuyện và lối chơi, như được tìm thấy bởi một vài người chơi, một căn phòng bí mật trong Arkham Asylum cho thấy kế hoạch cho Arkham City, nhằm để giúp liên kết các câu chuyện giữa hai trò chơi . Sefton Hill, đạo diễn Arkham City của Rocksteady Studios, nói rằng một mục tiêu chính của trò chơi là để cung cấp "cảm giác 'Batman trong Gotham'" . Phần tiếp theo được mô tả bởi Conroy là "thực sự, thực sự đen tối". Trong khi bản chất tối của trò chơi liên quan đến bộ phim hoạt hình Batman Beyond: Return of the Joker, Conroy cũng cho biết, "Nó liên quan đến rất nhiều nhân vật phản diện và nó đi đến khu vực đó - nó rất tối." 

### Thiết kế
Là một phần của triết lý thiết kế "Batman ở Gotham", kho vũ khí di chuyển và hành động của Batman được mở rộng. Mặc dù đội ngũ phát triển nhiều ý tưởng nhau cho di chuyển, dụng cụ và khả năng mới, họ chỉ chọn những thứ mà họ cảm thấy sẽ thực tế với Batman hơn . Studio cũng xem xét hệ thống chơi và chiến đấu được sử dụng trong Arkham Asylum, và xây dựng các động tác di chuyển mới như là phần mở rộng tự nhiên của hệ thống hiện có như một phương tiện để "thêm chiều sâu và lối chơi hơn nữa thay vì thay đổi cơ bản" . Số hình ảnh động đã được tăng gấp đôi để phản ánh số lượng lớn của di chuyển mà người chơi xử lý được .
Một cách khác để nhà phát triển mong muốn nâng cao kinh nghiệm Batman của người chơi thông qua thế giới trò chơi lớn hơn. Arkham City có một khối lượng lớn hơn năm lần Arkham Asylum và các khía cạnh điều hướng được cải thiện để cung cấp cho người chơi "sự tự do và niềm hứng khởi của việc trượt xuống ngõ hẻm và bay lên phía trên đường chân trời" . Mặc dù khái niệm này được so sánh với một trò chơi thế giới mở, Hill lưu ý rằng bản chất tự do này là không phù hợp cho một trò chơi Batman, và rằng Arkham City được thiết kế để thách thức người chơi phải suy nghĩ như Batman để tồn tại . Để đối trọng với thế giới trò chơi lớn hơn, nhà phát triển cũng tìm cách bổ sung nhiều thách thức và nhiệm vụ phụ trong khi vẫn giữ người chơi cảnh giác với nhiệm vụ chính, như vậy sẽ khiến người chơi liên tục nhận thức được "áp lực cực đoan của những thách thức mà họ phải đối mặt" . Riddler Trophies được thiết kế vào cuối giai đoạn phát triển của trò chơi và được đưa vào tất cả các khu vực của bản đồ mà không làm tràn ngập, kết quả là có hơn 440 danh hiệu. Rocksteady sử dụng điều bày nhằm mục đích làm cho người chơi suy nghĩ sáng tạo khi thu thập các danh hiệu bằng cách yêu cầu sử dụng các dụng cụ để giải quyết các câu đố, hơn là đặt danh hiệu trong các khu vực tối của bản đồ như chỉ là các vật sưu tập .
Với thế giới trò chơi mở, Rocksteady cho thêm nhiều nhân vật phản diện để tạo ra những thách thức cho Batman . Hugo Strange được lựa chọn là một nhân vật phản diện chính, vì quyền lực và cách thức kiểm soát của hắn giúp duy trì việc khóa Arkham City một khi Batman đi vào. Strange biết danh tính thực sự của Batman khiến anh "dễ bị tổn thương trong một cách mà anh chưa bao giờ cảm nhận được trước đó", theo Hill . Hill lưu ý rằng Strange là một nhân vật mới cho nhiều người chơi nhưng cốt truyện và nhân vật của hắn là chi tiết trong suốt trò chơi . Catwoman được cũng có mặt dựa trên lịch sử lâu dài giữa nhân vật và Batman, mặc dù cô vẫn có kế hoạch của riêng mình chạy song song các sự kiện trong Arkham City . Trợ tá Robin của Batman cũng xuất hiện, được cạo trọc đầu và thiết kế trang phục hiện đại nhằm đưa anh ra khỏi hình ảnh "Boy Wonder" truyền thống của mình. Nghệ sĩ khái niệm lâu năm Kan Muftic giải thích: "Our vision of Robin is the one of a troubled young individual that is calm and introverted at times, but very dangerous and aggressive if provoked. The shaved head is inspired by cage fighters, because we thought that Robin might be doing that in his spare time to keep him on his toes. Still, we kept all the classic trademarks of Robin's appearance, such as the red and yellow colors of his outfit, the cape and the mask.". Rocksteady ban đầu không lập kế hoạch để bao gồm Robin trong câu chuyện chính, nhưng sau đó lại sử dụng anh như là một phương tiện xác thực cung cấp dụng cụ mới cho Batman, cũng như để giới thiệu phiên bản nhân vật của họ và mối quan hệ của anh với Batman . Các nhân vật phản diện khác từ lịch sử truyện tranh Batman đã được lựa chọn để cho thấy rằng nhà tù là một mối nguy hiểm cho người dân Gotham. Nhà phát triển tin rằng việc cung cấp một phần nhỏ trong mỗi câu chuyện của nhân vật phản diện hơn là tập trung vào một vài lựa chọn là để cho phép người chơi gặp nhiều nhân vật hơn và truyền đạt hiệu quả cảm giác ở trong một siêu nhà tù đầy siêu phản diện .
Sự hiện diện của phần chơi mạng đã được đồn đại ngay sau thông báo chính thức của trò chơi, nhưng đã bị từ chối bởi Rocksteady Studios . Nhà phát triển đã xem xét thêm yếu tố chơi mạng, nhưng cuối cùng đã quyết định chống lại nó. Theo Hill, "Nếu chúng ta sử dụng tất cả các năng lượng cần thiết để tạo ra phần chơi mạng và thay vào đó tập trung vào phần chơi đơn, thì liệu trò chơi về tổng thể sẽ tốt hơn?" .
Sự khác biệt được thêm vào thành phố, như một số khu vực được thiết kế xung quanh những nhân vật phản diện đang kiểm soát lãnh thổ đó. Dax Ginn, quản lý tiếp thị trò chơi của Rocksteady Games, nói, "Nếu bạn di chuyển vào lãnh thổ Joker, bạn sẽ có được một kinh nghiệm rất Joker hoá, và tất cả các tác phẩm nghệ thuật của các tòa nhà - dù đó là đèn đường, biển báo, hoặc bất cứ điều gì có thể - cho một loại dày đặc kinh nghiệm Joker. Do vậy nhóm nghiên cứu nghệ thuật của chúng tôi đã thực sự đặt ra rất nhiều nỗ lực trong việc đưa ra sự chuyển tiếp giữa một vùng lãnh địa khác - thực sự giúp người chơi cảm thấy như họ đang làm cho một quá trình chuyển đổi vật lý vào một không gian cảm xúc . Để phát triển môi trường mở rộng của Arkham City và xây dựng một "môi trường đô thị tự nhiên " cho Batman, Rocksteady mở rộng lực lượng phát triển từ 75 sang hơn 100 người .

## Tiếp thị
Một loạt truyện tranh giới hạn hàng tháng 6 tập cũng mang tên Batman: Arkham City được phát hành vào ngày 11 tháng 5 năm 2011. Loạt truyện này là cầu nối cốt truyện giữa Arkham Asylum và Arkham City. Nó được viết bởi Paul Dini với nghệ thuật bởi Carlos D'Anda . Ngày 24 tháng 8 năm 2011, tài khoản Facebook và Twitter Arkham City bị "chiếm hữu" bởi Riddler trong một chiến dịch tiếp thị. Thông điệp khó hiểu được tạo ra và có chữ ký "#EN" cho Edward Nigma, thay cái tôi của Riddler. Một giao diện điều khiển Xbox 360 đặc biệt cuối cùng đã được tiết lộ . Warner Bros. cũng đã phát triển đồ chơi dựa trên các nhân vật thông qua Mattel, thẻ Hallmark, bộ điều khiển video game hình batarang và một loạt các trang phục của Converse, Eckō Complex, C Life, New Era và Briefly Stated .
Toys "R" Us tại Quảng trường Thời đại của New York phát hành 500 bản sao của Batman: Arkham City vào thứ 2 ngày 17 tháng 10, một ngày trước khi trò chơi chính thức lên kệ. 100 khách hàng đầu tiên đặt hàng trước một bản sao thông qua "Personal Shopping Department" của cửa hàng sẽ có một cơ hội để trò chơi của họ mang chữ ký của nhà đồng xuất bản Jim Lee của DC Entertainment, diễn viên lồng tiếng Kevin Conroy của Batman và giám đốc trò chơi Arkham City là Sefton Hill. 400 bản sao còn lại của Arkham City có thể được mua tại sự kiện này mà không có chữ ký .

## Phát hành

Bìa của Batman: Arkham City Armored Edition

Batman: Arkham City được phát hành tại Bắc Mỹ vào ngày 18 tháng 10 năm 2011 cho Xbox 360 và PlayStation 3 , tiếp theo là ngày 19 tháng 10 tại Úc  và 21 tháng 10 ở châu Âu. Các nhà bán lẻ EB Games và Game của Úc đã phá vỡ ngày phát hành chính thức hai ngày đầu, bán trò chơi vào ngày 17 tháng 10 . Phiên bản Windows vốn được lên kế hoạch để phát hành đồng thời với các phiên bản khác, nhưng trong tháng 9 năm 2011, việc phát hành đã được dời lại đến 18 tháng 10 mà không có giải thích . Cùng ra mắt với phiên bản PC của mình, trò chơi cũng được phát hành trên nền tảng OnLive, Origin và Steam . Ấn bản Game of the Year được phát hành vào ngày 29 tháng 5 năm 2012 ở Hoa Kỳ và Canada  và ngày 7 tháng 9 năm 2012 ở châu Âu, Australia, và vùng lãnh thổ khác trên PS3 và Xbox 360 , ngoại trừ Vương quốc Anh, nơi ngày dự kiến phát hành của nó được đẩy lùi lại đến ngày 2 tháng 11 năm 2012 .
Một trò chơi spin-off tên Batman: Arkham City Lockdown được phát triển bởi NetherRealm Studios cho iOS và được phát hành vào ngày 7 tháng 12 năm 2011 . Diễn ra trước Arkham City, trò chơi cho người chơi sử dụng điều khiển màn hình cảm ứng để chống lại từng kẻ thù, bao gồm các nhân vật phản diện như Two-Face, Solomon Grundy, Joker và lính đánh thuê Deathstroke. Kẻ thù bị đánh bại kiếm được điểm mà có thể được sử dụng để nâng cấp số liệu thống kê của Batman hoặc mở khóa các dụng cụ hoặc trang phục .
Phiên bản Wii U được phát hành vào ngày 18 tháng 11 năm 2012 cùng với sự ra mắt của console này ở Bắc Mỹ. Có tiêu đề Batman: Arkham City Armored Edition, bản phát hành này có chứa tất cả các nội dung có sẵn từ các phiên bản trước, chế độ Battle Armored Tech và các bổ sung khác . Phiên bản Wii U được phát triển bởi hãng Warner Bros. Studios ở Montreal và Burbank . Ấn bản Game of the Year cũng đang được phát triển cho hệ điều hành Mac OS X bởi Feral Interactive với một ngày phát hành dự kiến vào cuối năm 2012 .

### Bổ sung của đặt hàng trước
Warner Bros. hợp tác với các nhà bán lẻ và các công ty trên toàn cầu để cung cấp nội dung phần thưởng cho việc đặt hàng trước, bao gồm: Best Buy, Amazon.com, GameStop, Game, Gamestation, EB Games, Tesco và Asda . Nội dung này chỉ có sẵn thông qua đặt hàng trước trò chơi với một nhà bán lẻ cụ thể hoặc mua một sản phẩm như một loại đồ uống NOS để có được một mã mở khóa .
Một loạt trang phục thay thế cho Batman được tiết lộ vào ngày 1 tháng 8 năm 2011 bao gồm các bộ đồ được sử dụng bởi nhân vật trong The Dark Knight Returns, Batman: Earth One, Thời đại Đồng của Truyện tranh, Batman: The Animated Series và Batman Beyond.. Bộ áo Batman: The Animated Series ban đầu chỉ có sẵn cho khách hàng GameStop ở Mỹ với một Power-Up Rewards Membership . Một trang phục độc quyền cho PS3 mang tên Sinestro Corps đã được tiết lộ trong tháng 8 năm 2011 mà ban đầu có thể được mở khóa thông qua một mã duy nhất thu được với việc mua phiên bản extended cut của phim Green Lantern trên Blu-ray từ Best Buy .
Trợ tá Robin (Tim Drake)  của Batman được công bố như là một nhân vật có thể điều khiển được, với các động tác di chuyển và dụng cụ riêng, cho phép anh được sử dụng trong các bản đồ thách thức. Trang phục bổ sung cũng được tạo ra, bao gồm cả vẻ ngoài trong Batman: The Animated Series và bộ trang phục Red Robin . Nhân vật này cũng đi kèm với hai bản đồ thách thức độc quyền: "Black Mask Hideout" và "Freight Train Escape".. Ngoài ra, bản đồ thách thức "Joker's Carnival" được công bố, đặt trong phạm vi căn cứ Sionis Steel Mill của Joker nơi người chơi phải đối mặt với nhiều đợt đối thủ . Nội dung đặt hàng trước được coi là một "early access opportunity"  cho khách hàng, với Ginn xác nhận rằng tất cả các nội dung sẽ có sẵn để tải về sau ngày phát hành của trò chơi .

### Ấn bản bán lẻ
Ở Anh, Robin Edition được công bố, độc quyền thông qua các nhà bán lẻ Game và Gamestation, có chứa trò chơi và tất cả các nội dung đặt hàng trước của Robin bao gồm cả các nhân vật có thể điều khiển được, trang phục và bản đồ thách thức . Một loạt các phiên bản "Steelbook Edition" của trò chơi cũng đã được thực hiện, bao gồm các trò chơi tiêu chuẩn với bìa kim loại. Steelbook theo chủ đề Joker có chứa bản đồ thách thức "Carnival Joker's", phim hoạt hình Batman: Under the Red Hood trên DVD (Blu-ray cho PS3), và trang phục DLC Thời đại Bạc của Batman . Bìa kim loại theo chủ đề của các nhân vật phản diện khác cũng có sẵn, gồm Two-Face và Penguin . Một bìa kim loại thứ tư với hình Catwoman cũng đã được phát hành, có chứa trang phục thay thế Batman: Earth One cho Batman .
Bản Collector's Edition chứa một bức tượng Batman của Kotobukiya, một sách nghệ thuật, Batman: Arkham City – The Album từ WaterTower Music, phim hoạt hình Batman: Gotham Knight, trang phục The Dark Knight Returns và bản đồ thách thức "Lounge Iceberg" . Tháng 7 năm 2011, phiên bản Microsoft Windows của trò chơi đã được tiết lộ là sử dụng Games for Windows – Live (GFWL) để truy cập các dịch vụ trực tuyến . Lẫn lộn liên quan đến việc sử dụng GFWL đã xuất hiện khi một nhà phân phối ược9 thông báo bởi Warner Bros. là Arkham City không sử dụng hệ thống Live, nhưng việc sử dụng các GFWL đã được xác nhận vào cuối tháng 8 .
Ngày 25 tháng 10 năm 2011, gói giao diện điều khiển Xbox 360 theo chủ đề Batman được phát hành, bao gồm trò chơi, một DVD của Batman: Gotham Knight, DVD của bộ phim Green Lantern, và video game liên quan Rise of the Manhunters, và một Xbox 360 250GB. Ngoài ra, một gói có chứa các thứ kể trên và một bộ điều khiển Kinect cũng được phát hành .
Ấn bản Game of the Year được công bố vào ngày 23 tháng 4 năm 2012, bao gồm trò chơi và tất cả các nội dung tải về (DLC). Tải về miễn phí phim hoạt hình Batman: Year One cũng nằm trong phiên bản này khi phát hành tại Hoa Kỳ và Canada .

### Nội dung tải về
Mua mới trò chơi cho Xbox 360 và PS3 sẽ cung cấp một mã duy nhất mở DLC Catwoman, tạo điều kiện cho một loạt các nhiệm vụ cho Catwoman, với vũ khí và di chuyển độc đáo. Mặc dù những nhiệm vụ được trình bày sẽ là một phần của trò chơi chính, vào ngày 13 tháng 10 năm 2011, Warner Bros. thông báo rằng nó sẽ chỉ được giới hạn khi mua hàng mới. Người dùng cũng có thể mua riêng nội dung này. Sau đó có thông báo rằng bản sao đặt hàng trước được mua từ GameStop cũng sẽ chứa mã mở khóa cần thiết . Phiên bản PC của trò chơi cũng có DLC này mà không cần tải về hoặc cài đặt bổ sung để truy cập . Một đại diện của Warner Bros. xác nhận rằng chơi như Catwoman sẽ không bắt buộc để hoàn thành trò chơi . DLC Catwoman cũng chứa hai trang phục thay thế cho nhân vật: vẻ ngoài của cô từ The Animated Series và Batman: The Long Halloween .
Các gói DLC bổ sung khác sau đó cũng được phát hành. Gói Nightwing, phát hành vào ngày 1 tháng 11 năm 2011, bao gồm đồng minh Nightwing của Batman là một nhân vật có thể chơi được trên bản đồ thách thức của trò chơi, trang phục thay thế Animated Series cho nhân vật  và hai bản đồ thách thức thêm "Wayne Manor" và "Main Hall" . Gói Robin được phát hành vào ngày 22 tháng 11 năm 2011, và có chứa nội dung đặt hàng trước của Robin: nhân vật có thể điều khiển được, trang phục "Animated Series" và "Red Robin" và bản đồ thách thức "Black Mask" và "Freight Train" . Gói Skins có chứa tất cả các trang phục thay thế đặt hàng trước của Batman được phát hành vào ngày 6 tháng 12 năm 2011 . Một gói khác được công bố cho phát hành vào ngày 20 tháng 12 năm 2011, có chứa bản đồ thách thức đặt hàng trước "Iceberg Lounge" và "Joker's Carnival", cũng như một bản đồ thách thức hoàn toàn mới: "Batcave" . Ngày 19 tháng 12 năm 2011, một trang phục Batman mới được phát hành, dựa trên bộ trang phục của nhân vật từ Batman Incorporated-để tải về miễn phí trên tất cả các hệ máy .
Vào ngày 23 tháng 10 năm 2011, một ứng dụng bản đồ chính thức đã được làm có sẵn để mua trên iOS App Store có chứa bản đồ của Arkham City, địa điểm các thứ sưu tầm trong trò chơi và lời giải các câu đố của Riddler .
"Harley Quinn's Revenge", một câu chuyện mở rộng, được phát hành vào ngày 29 tháng 5 năm 2012 cho PS3 và Xbox 360, với phiên bản PC ra một tuần sau đó. Chiến dịch có một câu chuyện mới, khu vực mới, kẻ thù mới và cả Batman và Robin là nhân vật chơi được. Câu chuyện diễn ra hai tuần sau các sự kiện của Arkham City. Siêu nhà tù này đã được sơ tán, nhưng Quinn trở về và sống ở căn cứ cũ của Joker . Trò chơi theo sau Robin khi anh đang tìm kiếm Batman, vốn mất tích trong khi săn lùng Quinn . Trong cùng một ngày, có thông báo rằng tất cả các DLC phát hành, bao gồm cả "Harley Quinn's Revenge", sẽ có sẵn như là một phần của ấn bản Game of the Year của Arkham City .

## Đánh giá
Batman: Arkham City nhận được nhiều lời khen ngợi. Các trang web đánh giá GameRankings và Metacritic cho phiên bản PlayStation 3 95,94% và 96/100 , phiên bản Xbox 360 94,06% và 94/100  và phiên bản PC 90,79% và 91/10 .
Andrew Reiner của Game Informer cho trò chơi số điểm 10 hoàn hảo, ghi nhãn là "video game cấp phép hay nhất được tạo ra". Reiner nói rằng trò chơi có thể được là "hố thời gian thú vị nhất" và lớn nhất năm 2011 và kết luận rằng trò chơi vượt qua tiêu chuẩn được thiết lập trong Batman: Arkham Asylum "với mọi thứ và là một trong những khoảnh khắc vĩ đại của nhất của Batman."  Griffin McElroy của Joystiq ca ngợi sự chú ý đến chi tiết và sự xuất sắc cơ học của môi trường trò chơi, gọi Rocksteady là "mang hơi thở cuộc sống vào một thế giới mênh mông xinh đẹp; một với tiếng ngân nga không chỉ với cơ hội, nhưng với tham vọng". Tuy nhiên, McElroy chỉ trích câu chuyện trò chơi như là một loạt các lý do để gặp gỡ các nhân vật phản diện là "một [túi] đấm một chiều" và rằng đối thoại của nhân vật là quá sáo mòn. McElroy cũng chỉ chích các thách thức Riddler, nói rằng chúng "gây bực bội" khi người chơi thiếu các dụng cụ cần thiết để hoàn thành chúng .
Christian Donlan của Eurogamer cho rằng trò chơi thiếu sự "bất ngờ" tương tự như người tiền nhiệm, nhưng khen ngợi sự cải thiện tổng thể của boss, hình ảnh động và phạm vi hoạt động có sẵn. Donlan nói rằng môi trường của trò chơi là phức tạp và rất chi tiết và khả năng cung cấp cho di chuyển của nó làm nó "thật khó để không cảm thấy việc giống như thám tử vĩ đại nhất của thế giới đang tuần tra" . Greg Miller của IGN cho biết "các diễn viên lồng tiếng, các thách thức, mở đầu tuyệt vời, kết thúc không thể tin được và cảm giác là Hiệp sĩ Bóng đêm-đây là những thứ nổi bật nhất". Miller cho biết nhiệm vụ của Catwoman là một thay đổi thú vị của tốc độ từ trò chơi chính, và rằng ông "yêu mến" tùy chọn để chơi lại các trò chơi với khả năng mở khóa và kẻ thù khó hơn .
Tom Hoggins của The Daily Telegraph đánh giá cao ý thức sự tiến bộ của trò chơi trong việc khám phá và làm chủ khả năng nhân vật và "show-stopping brutality" của hệ thống chiến đấu được cải thiện. Hoggins nhấn mạnh chiến dịch ủa Catwoman như là một "thỏa thích" và uyển chuyển phù hợp tương phản với sức mạnh của Batman, nhưng than thở về chiều dài của chiến dịch . Nick Cowen của The Guardian dán nhãn nó là trò chơi Batman hay nhất của mọi thời đại, ca ngợi sự đa dạng của nhiệm vụ phụ và nội dung, dàn diễn viên lớn của các nhân vật mang tính biểu tượng, và thách thức gây thỏa mãn của các nhiệm vụ của Riddler . Official PlayStation Magazine của Úc trao tặng số điểm 10 hoàn hảo nói rằng trò chơi "không chỉ là trò chơi siêu anh hùng hay nhất từng được tạo ra, nó là một trong những trò chơi hay nhất từng được tạo ra... nó mang thế giới của Caped Crusader đến với đời sống tốt hơn so với bất kỳ truyện tranh, phim và chương trình truyền hình trước đó" . Play3 (Đức) trao tặng một số điểm là 92%, gọi đó là "trò chơi siêu anh hùng hay nhất từng được thực hiện " . Games Master trao số điểm là 97%, gọi đó là "một trong những trò chơi vĩ đại nhất từng được hình thành." 
Batman: Arkham City Armored Edition cho Wii U nhận được phản ứng ít tích cực hơn: GameRankings cung cấp một số điểm là 85% và Metacritic cung cấp số điểm 84/100 . Các nhà phê bình chủ yếu chỉ trích hiệu suất kỹ thuật, bao gồm các vấn đề với đồ họa chất lượng thấp hơn và tốc độ khung hình không phù hợp so với phiên PS3/Xbox 360/PC  Các đánh giá khác chỉ trích mánh lới quảng cáo "tacked on" và thay đổi được thực hiện để tận dụng lợi thế của bộ điều khiển Wii U đã được coi là không cần thiết hay bất tiện . Một số khác tuy nhiên lại ca ngợi trò chơi, với Craig Majaski của Gaming-Age ca ngợi đồ họa nó là ngang bằng với phiên bản Xbox/PS3, bao gồm các nội dung DLC trên đĩa và những sử dụng nhất định được cung cấp bởi gamepad.
Đối với Harley Quinn's Revenge DLC, Greg Miller của IGN cho số điểm 9 trên 10 và cho nó là Editor's Choice. Miller nói rằng nó "là thứ mà nội dung tải về nên được", nhưng chỉ trích sự thiếu đa dạng trong nhiệm vụ và thiếu kết luận cho một số chủ đề cốt truyện . Christian Donlan của Eurogamer cho DLC số điểm 7 trên 10 và cho biết Harley Quinn làm tốt cũng như Joker là một trọng tâm của câu chuyện. Donlan nói Robin là "enormous fun to play" nhưng chỉ trích việc DLC không cung cấp bất cứ điều gì không có mặt trong các trò chơi chính . Stephen Totilo của Kotaku chỉ trích DLC, nói rằng nó giảm bớt mong muốn của ông trong việc chơi lại trò chơi chính và mô tả nó là "một món tráng miệng ngon như một chiếc bánh đầy chất độc của Joker vào mặt". Totilo cho biết nó trình bày một cuộc hành trình vô cảm, không thể kết luận, bao gồm các vật liệu chưa sử dụng từ các trò chơi chính .

### Doanh số
Trên thế giới, trò chơi đã bán được hơn 2 triệu đơn vị trong tuần đầu tiên của khoảng 4,6 triệu đơn vị được vận chuyển, so với Arkham Asylum bán được 4,3 triệu đơn vị trong toàn bộ ngày phát hành của nó. Điều này đã làm Arkham City là một trong những game bán chạy nhanh nhất . Vào ngày 8 tháng 2 năm 2012, đã có thông báo rằng hơn 6 triệu đơn vị của trò chơi đã được vận chuyển từ khi phát hành .
Trong tuần đầu tiên bán ở Vương quốc Anh, Batman: Arkham City trở thành trò chơi bán chạy số 1 trên tất cả các định dạng có sẵn, đứng đầu tất cả định dạng , PS3  và Xbox 360 ,thay thế FIFA 12. Nó đã trở thành trò chơi lớn thứ tư ra mắt năm 2011 sau FIFA 12, Gears of War 3 và L.A. Noire, và là trò chơi Warner Bros. lớn nhất phát hành ở Vương quốc Anh, tăng gấp đôi doanh thu tuần đầu tiên của Arkham Asylum .
Theo NPD Group, Batman: Arkham City là trò chơi thứ hai bán chạy nhất tại Hoa Kỳ trong tháng 10 năm 2011, bán được 1,5 triệu bản trên toàn bộ định dạng sẵn có, bán chạy thứ 10 trong tháng 11  và thứ bảy trong tổng thể bán được trong năm 2011 . Ngoài ra, dịch vụ cho thuê game GameFly thông báo rằng nó là trò chơi được yêu cầu nhiều nhất của năm 2011, chỉ thua Call of Duty: Modern Warfare 3 .

### Giải thưởng
Batman: Arkham City thắng nhiều giải tại Spike Video Game Awards năm 2011 bao gồm: Character of the Year (Joker), Best Xbox 360 Game, Best Action Adventure Game, và Best Adapted Video Game; và được đề cử cho: Best Original Score, Best Graphics, Best Peformance by a Human Female (Tara Strong), Best Performance by a Human Male (Mark Hamill), Trailer of the Year (Hugo Strange Reveal Trailer), Best Studio (Rocksteady) và Game of the Year . Là một phần của giải thưởng năm 2011 của Học viện Tương tác Nghệ thuật và Khoa học (AIAS), trò chơi đã được đặt tên là Adventure Game of the Year  và được đề cử cho: Outstanding Achievement in Animation; Outstanding Achievement in Art Direction; Outstanding Achievement in Game Play Engineering; Outstanding Achievement in Game Direction; và Game of the Year . Giải thưởng năm 2012 của Học viện Anh của Phim và Truyền hình (BAFTA) thấy trò chơi giành chiến thắng hai giải thưởng Performer (Mark Hamill) và Action  và được đề cử cho: Artistic Achievement; Audio Achievement; Best Game; Design; Original Music; Story; và được công chúng bầu chọn là GAME Award of 2011 . Paul Crocker, Paul Dini, and Sefton Hill được đề cử giải Video Game Writing bởi Hội Nhà văn của Mỹ .
The Daily Telegraph cho trò chơi giải Best Original Score (Nick Arundel) và Game of the Year, với một tuyên bố nói rằng: "as a video game, it's a magnificent piece of work, but it also shines as a unique, lovingly-crafted slice of Batman fiction."  The Daily Telegraph cũng đề cử cho trò chơi các giải: Best Director (Sefton Hill); Best Acting Performance (Mark Hamill và Nolan North); và Best Developer (Rocksteady Studios) . Trò chơi được đề cử cho Game of the Year và Best Game Design tại Game Developers Choice Awards  và giải thưởng của Game Audio Network Guild là Music of the Year, Best Soundtrack Album, Best Audio Mix và Best Original Vocal – Choral cho track "Main Theme" . Trò chơi được gọi là Best Action/Adventure Game và Best Overall Game of 2011 như một phần của giải thưởng Yahoo! Games Game of the Year . Batman Arkham City cũng giành được các giải thưởng GameTrailers.com là Best Xbox 360 Game of the Year, Best PC Game of 2011 cũng như là Best Action/Adventure game . Nó cũng thắng giải Best Action-Adventure Game của Golden Joystick Award năm 2012 và được đề cử Top Game Moment cho kết thúc của trò chơi, Best DLC cho "Harley Quinn's Revenge" và tổng thể là Ultimate Game Award .
Theo Metacritic, phiên bản PlayStation 3 của trò chơi là trò chơi được đánh giá cao nhất trong năm 2011, và trên tất cả phiên bản Arkham City đồng hạng với trò chơi The Elder Scrolls V: Skyrim trong danh sách các trò chơi đánh giá cao nhất năm 2011. Việc này đã dẫn đến việc Arkham City được xếp hạng cao thứ 6 trong mọi thời đại.
Batman: Arkham City xuất hiện trên nhiều danh sách các video game hàng đầu của năm 2011, bao gồm các vị trí: số 1 bởi E! Online  và CNET ;số 2 bởi Gamasutra  và Financial Post (hòa với Skyrim) ;số 3 bởi Digital Spy , Joystiq ,VentureBeat  và Wired ; số 5 bởi Associated Press  và Time ; và số 10 bởi Daily Mirror .
GameSpot gọi nó là Best Action/Adventure Game như một phần của Best of 2011 , Game Informer gọi nó là trò chơi Best Action/Adventure của năm 2011 trong số tháng 2 năm 2012 và nhấn mạnh điểm cụ thể của trò chơi bao gồm cả việc đặt Batman số một trong danh sách Top Ten Heroes và đấu boss với Mr.Freeze số 4 trong danh sách Top Ten Video Games Moments . PlayStation Official Magazine đặt Batman: Arkham City thứ 2 trong Game Of the Year của 2011 sau Uncharted 3: Drake's Deception . IGN coi nó là Best PC Action Game của 2011 . 1UP.com đặt bài hát chủ đề chính của trò chơi đứng thứ 6 trong "Top 10 Theme Songs of 2011". Tháng 11 năm 2012, Time gọi nó là 100 video game vĩ đại nhất của mọi thời đại và nói: "Rất khó để tưởng tượng một trò chơi siêu anh hùng hay hơn Batman: Arkham City. Cũng khó để tưởng tượng một video game hay hơn nói chung" . Cũng trong tháng 11, Entertainment Weekly gọi nó là một trong 10 trò chơi hay nhất trong thập kỷ qua 
| \| Năm \| Giải thưởng \| Hạng mục \| Người nhận \| Kết quả \| Ref. \| \| ---- \| ----------------------------------------- \| ------------------------------------------------ \| -------------------------------------------------------------------------------------- \| --------- \| ----------------- \| \| 2011 \| Spike Video Game Awards \| Best Action Adventure Game \| Batman: Arkham City \| Đoạt giải \| [142] [143] \| \| 2011 \| Spike Video Game Awards \| Best Adapted Video Game \| Batman: Arkham City \| Đoạt giải \| [142] [143] \| \| 2011 \| Spike Video Game Awards \| Best Graphics \| Batman: Arkham City \| Đề cử \| [142] [143] \| \| 2011 \| Spike Video Game Awards \| Best Original Score \| Batman: Arkham City \| Đề cử \| [142] [143] \| \| 2011 \| Spike Video Game Awards \| Best Performance by a Human Female \| Tara Strong (cho Harley Quinn) \| Đề cử \| [142] [143] \| \| 2011 \| Spike Video Game Awards \| Best Performance by a Human Male \| Mark Hamill (cho Joker) \| Đề cử \| [142] [143] \| \| 2011 \| Spike Video Game Awards \| Best Studio \| Rocksteady Studios \| Đề cử \| [142] [143] \| \| 2011 \| Spike Video Game Awards \| Best Xbox 360 Game \| Batman: Arkham City \| Đoạt giải \| [142] [143] \| \| 2011 \| Spike Video Game Awards \| Character of the Year \| Joker \| Đoạt giải \| [142] [143] \| \| 2011 \| Spike Video Game Awards \| Game of the Year \| Batman: Arkham City \| Đề cử \| [142] [143] \| \| 2011 \| Spike Video Game Awards \| Trailer of the Year \| Hugo Strange Reveal Trailer \| Đề cử \| [142] [143] \| \| 2011 \| Telegraph Video Game Awards 2011 \| Best Acting Performance \| Mark Hamill (cho Joker) và Nolan North (cho Penguin) \| Đề cử \| [151] \| \| 2011 \| Telegraph Video Game Awards 2011 \| Best Developer \| Rocksteady Studios \| Đề cử \| [151] \| \| 2011 \| Telegraph Video Game Awards 2011 \| Best Director \| Sefton Hill \| Đề cử \| [151] \| \| 2011 \| Telegraph Video Game Awards 2011 \| Best Original Score \| Nick Arundel \| Đoạt giải \| [151] \| \| 2011 \| Telegraph Video Game Awards 2011 \| Game of the Year \| Batman: Arkham City \| Đoạt giải \| [151] \| \| 2012 \| Học viện Tương tác Nghệ thuật và Khoa học \| Adventure Game of the Year \| Batman: Arkham City \| Đoạt giải \| [145] [146] [144] \| \| 2012 \| Học viện Tương tác Nghệ thuật và Khoa học \| Game of the Year \| Batman: Arkham City \| Đề cử \| [145] [146] [144] \| \| 2012 \| Học viện Tương tác Nghệ thuật và Khoa học \| Outstanding Achievement in Animation \| Batman: Arkham City \| Đề cử \| [145] [146] [144] \| \| 2012 \| Học viện Tương tác Nghệ thuật và Khoa học \| Outstanding Achievement in Art Direction \| Batman: Arkham City \| Đề cử \| [145] [146] [144] \| \| 2012 \| Học viện Tương tác Nghệ thuật và Khoa học \| Outstanding Achievement in Game Direction \| Batman: Arkham City \| Đề cử \| [145] [146] [144] \| \| 2012 \| Học viện Tương tác Nghệ thuật và Khoa học \| Outstanding Achievement in Game Play Engineering \| Batman: Arkham City \| Đề cử \| [145] [146] [144] \| \| 2012 \| Hội nhà văn của Mỹ \| Video Game Writing \| Paul Crocker (Lead Narrative Designer); Paul Dini, Paul Crocker và Sefton Hill (Story) \| Đề cử \| [149] [150] \| \| 2012 \| Game Developers Choice Awards \| Best Game Design \| Batman: Arkham City \| Đề cử \| [135] \| \| 2012 \| Game Developers Choice Awards \| Game of the Year \| Batman: Arkham City \| Đề cử \| [135] \| \| 2012 \| Game Audio Network Guild \| Best Audio Mix \| Batman: Arkham City \| Đề cử \| [152] \| \| 2012 \| Game Audio Network Guild \| Best Original Vocal – Choral \| "Main Theme" \| Đề cử \| [152] \| \| 2012 \| Game Audio Network Guild \| Best Soundtrack Album \| Batman: Arkham City \| Đề cử \| [152] \| \| 2012 \| Game Audio Network Guild \| Music of the Year \| Batman: Arkham City \| Đề cử \| [152] \| \| 2012 \| Học viện Anh của Phim và Truyền hình \| Action game \| Batman: Arkham City \| Đoạt giải \| [148] [147] \| \| 2012 \| Học viện Anh của Phim và Truyền hình \| Artistic Achievement \| Batman: Arkham City \| Đề cử \| [148] [147] \| \| 2012 \| Học viện Anh của Phim và Truyền hình \| Audio Achievement \| Batman: Arkham City \| Đề cử \| [148] [147] \| \| 2012 \| Học viện Anh của Phim và Truyền hình \| Best Game \| Batman: Arkham City \| Đề cử \| [148] [147] \| \| 2012 \| Học viện Anh của Phim và Truyền hình \| Design \| Batman: Arkham City \| Đề cử \| [148] [147] \| \| 2012 \| Học viện Anh của Phim và Truyền hình \| GAME Award of 2011 \| Batman: Arkham City \| Đề cử \| [148] [147] \| \| 2012 \| Học viện Anh của Phim và Truyền hình \| Original Music \| Batman: Arkham City \| Đề cử \| [148] [147] \| \| 2012 \| Học viện Anh của Phim và Truyền hình \| Performer \| Mark Hamill (for Joker) \| Đoạt giải \| [148] [147] \| \| 2012 \| Học viện Anh của Phim và Truyền hình \| Story \| Batman: Arkham City \| Đề cử \| [148] [147] \| \| 2012 \| Golden Joystick Award \| Best Action-Adventure \| Batman: Arkham City \| Đoạt giải \| [156] [157] \| \| 2012 \| Golden Joystick Award \| Best Use of DLC \| Batman: Arkham City for "Harley Quinn's Revenge" (Third Place) \| Đề cử \| [156] [157] \| \| 2012 \| Golden Joystick Award \| The Golden Joystick Ultimate Game Award \| Batman: Arkham City \| Đề cử \| [156] [157] \| \| 2012 \| Golden Joystick Award \| Top Gaming Moment \| Batman: Arkham City for The Ending \| Đề cử \| [156] [157] \| |                                           |                                                  |                                                                                        |           |                         |
| Năm | Giải thưởng                               | Hạng mục                                         | Người nhận                                                                             | Kết quả   | Ref.                    |
| 2011 | Spike Video Game Awards                   | Best Action Adventure Game                       | Batman: Arkham City                                                                    | Đoạt giải | [ 142 ] [ 143 ]         |
| 2011 | Spike Video Game Awards                   | Best Adapted Video Game                          | Batman: Arkham City                                                                    | Đoạt giải | [ 142 ] [ 143 ]         |
| 2011 | Spike Video Game Awards                   | Best Graphics                                    | Batman: Arkham City                                                                    | Đề cử     | [ 142 ] [ 143 ]         |
| 2011 | Spike Video Game Awards                   | Best Original Score                              | Batman: Arkham City                                                                    | Đề cử     | [ 142 ] [ 143 ]         |
| 2011 | Spike Video Game Awards                   | Best Performance by a Human Female               | Tara Strong (cho Harley Quinn)                                                         | Đề cử     | [ 142 ] [ 143 ]         |
| 2011 | Spike Video Game Awards                   | Best Performance by a Human Male                 | Mark Hamill (cho Joker)                                                                | Đề cử     | [ 142 ] [ 143 ]         |
| 2011 | Spike Video Game Awards                   | Best Studio                                      | Rocksteady Studios                                                                     | Đề cử     | [ 142 ] [ 143 ]         |
| 2011 | Spike Video Game Awards                   | Best Xbox 360 Game                               | Batman: Arkham City                                                                    | Đoạt giải | [ 142 ] [ 143 ]         |
| 2011 | Spike Video Game Awards                   | Character of the Year                            | Joker                                                                                  | Đoạt giải | [ 142 ] [ 143 ]         |
| 2011 | Spike Video Game Awards                   | Game of the Year                                 | Batman: Arkham City                                                                    | Đề cử     | [ 142 ] [ 143 ]         |
| 2011 | Spike Video Game Awards                   | Trailer of the Year                              | Hugo Strange Reveal Trailer                                                            | Đề cử     | [ 142 ] [ 143 ]         |
| 2011 | Telegraph Video Game Awards 2011          | Best Acting Performance                          | Mark Hamill (cho Joker) và Nolan North (cho Penguin)                                   | Đề cử     | [ 151 ]                 |
| 2011 | Telegraph Video Game Awards 2011          | Best Developer                                   | Rocksteady Studios                                                                     | Đề cử     | [ 151 ]                 |
| 2011 | Telegraph Video Game Awards 2011          | Best Director                                    | Sefton Hill                                                                            | Đề cử     | [ 151 ]                 |
| 2011 | Telegraph Video Game Awards 2011          | Best Original Score                              | Nick Arundel                                                                           | Đoạt giải | [ 151 ]                 |
| 2011 | Telegraph Video Game Awards 2011          | Game of the Year                                 | Batman: Arkham City                                                                    | Đoạt giải | [ 151 ]                 |
| 2012 | Học viện Tương tác Nghệ thuật và Khoa học | Adventure Game of the Year                       | Batman: Arkham City                                                                    | Đoạt giải | [ 145 ] [ 146 ] [ 144 ] |
| 2012 | Học viện Tương tác Nghệ thuật và Khoa học | Game of the Year                                 | Batman: Arkham City                                                                    | Đề cử     | [ 145 ] [ 146 ] [ 144 ] |
| 2012 | Học viện Tương tác Nghệ thuật và Khoa học | Outstanding Achievement in Animation             | Batman: Arkham City                                                                    | Đề cử     | [ 145 ] [ 146 ] [ 144 ] |
| 2012 | Học viện Tương tác Nghệ thuật và Khoa học | Outstanding Achievement in Art Direction         | Batman: Arkham City                                                                    | Đề cử     | [ 145 ] [ 146 ] [ 144 ] |
| 2012 | Học viện Tương tác Nghệ thuật và Khoa học | Outstanding Achievement in Game Direction        | Batman: Arkham City                                                                    | Đề cử     | [ 145 ] [ 146 ] [ 144 ] |
| 2012 | Học viện Tương tác Nghệ thuật và Khoa học | Outstanding Achievement in Game Play Engineering | Batman: Arkham City                                                                    | Đề cử     | [ 145 ] [ 146 ] [ 144 ] |
| 2012 | Hội nhà văn của Mỹ                        | Video Game Writing                               | Paul Crocker (Lead Narrative Designer); Paul Dini, Paul Crocker và Sefton Hill (Story) | Đề cử     | [ 149 ] [ 150 ]         |
| 2012 | Game Developers Choice Awards             | Best Game Design                                 | Batman: Arkham City                                                                    | Đề cử     | [ 135 ]                 |
| 2012 | Game Developers Choice Awards             | Game of the Year                                 | Batman: Arkham City                                                                    | Đề cử     | [ 135 ]                 |
| 2012 | Game Audio Network Guild                  | Best Audio Mix                                   | Batman: Arkham City                                                                    | Đề cử     | [ 152 ]                 |
| 2012 | Game Audio Network Guild                  | Best Original Vocal – Choral                     | "Main Theme"                                                                           | Đề cử     | [ 152 ]                 |
| 2012 | Game Audio Network Guild                  | Best Soundtrack Album                            | Batman: Arkham City                                                                    | Đề cử     | [ 152 ]                 |
| 2012 | Game Audio Network Guild                  | Music of the Year                                | Batman: Arkham City                                                                    | Đề cử     | [ 152 ]                 |
| 2012 | Học viện Anh của Phim và Truyền hình      | Action game                                      | Batman: Arkham City                                                                    | Đoạt giải | [ 148 ] [ 147 ]         |
| 2012 | Học viện Anh của Phim và Truyền hình      | Artistic Achievement                             | Batman: Arkham City                                                                    | Đề cử     | [ 148 ] [ 147 ]         |
| 2012 | Học viện Anh của Phim và Truyền hình      | Audio Achievement                                | Batman: Arkham City                                                                    | Đề cử     | [ 148 ] [ 147 ]         |
| 2012 | Học viện Anh của Phim và Truyền hình      | Best Game                                        | Batman: Arkham City                                                                    | Đề cử     | [ 148 ] [ 147 ]         |
| 2012 | Học viện Anh của Phim và Truyền hình      | Design                                           | Batman: Arkham City                                                                    | Đề cử     | [ 148 ] [ 147 ]         |
| 2012 | Học viện Anh của Phim và Truyền hình      | GAME Award of 2011                               | Batman: Arkham City                                                                    | Đề cử     | [ 148 ] [ 147 ]         |
| 2012 | Học viện Anh của Phim và Truyền hình      | Original Music                                   | Batman: Arkham City                                                                    | Đề cử     | [ 148 ] [ 147 ]         |
| 2012 | Học viện Anh của Phim và Truyền hình      | Performer                                        | Mark Hamill (for Joker)                                                                | Đoạt giải | [ 148 ] [ 147 ]         |
| 2012 | Học viện Anh của Phim và Truyền hình      | Story                                            | Batman: Arkham City                                                                    | Đề cử     | [ 148 ] [ 147 ]         |
| 2012 | Golden Joystick Award                     | Best Action-Adventure                            | Batman: Arkham City                                                                    | Đoạt giải | [ 156 ] [ 157 ]         |
| 2012 | Golden Joystick Award                     | Best Use of DLC                                  | Batman: Arkham City for "Harley Quinn's Revenge" (Third Place)                         | Đề cử     | [ 156 ] [ 157 ]         |
| 2012 | Golden Joystick Award                     | The Golden Joystick Ultimate Game Award          | Batman: Arkham City                                                                    | Đề cử     | [ 156 ] [ 157 ]         |
| 2012 | Golden Joystick Award                     | Top Gaming Moment                                | Batman: Arkham City for The Ending                                                     | Đề cử     | [ 156 ] [ 157 ]         |

### Vấn đề kỹ thuật
Trong tuần lễ ra mắt, một vấn đề đã được tìm thấy là tồn tại trong nội dung mã hạn chế. Một số khách hàng phát hiện ra mã mất tích từ bản sao của họ, ngăn ngừa họ sở hữu nhiệm vụ câu chuyện của Catwoman. Vấn đề này được báo cáo bởi khách hàng tại Canada, Hoa Kỳ và Vương quốc Anh. Warner Bros. đã ban hành một tuyên bố là các mã mất tích ảnh hưởng ít hơn 0,5% khách hàng và cung cấp một quá trình cho người dùng để chứng minh trò chơi của họ được mua mới để nhận được một mã thay thế .
Sau khi phát hành tại Vương quốc Anh, một vấn đề kỹ thuật xảy ra khiến trò chơi không thể chơi được cho một số người chơi, đẩy họ khỏi trò chơi với một thông báo lỗi rằng "nội dung tải về bị hỏng." Nhà quản lý cộng đồng châu Âu của Rocksteady là Sarah Wellock tuyên bố rằng lỗi nằm trong PlayStation Network và hệ thống trực tuyến Xbox Live .
Vào đầu tháng 11 năm 2011, Rocksteady xác nhận rằng họ đang điều tra các báo cáo của đông đảo người dùng lưu các tập tin cho phiên bản Xbox 360 của trò chơi đã bị xóa mà không cần nhắc, dẫn đến việc người chơi mất đi quá trình chơi của mình và không thể hoàn thành trò chơi .
Lúc phát hành, một vấn đề hiệu suất phát sinh cho phiên bản PC khi tính năng DirectX 11 được kích hoạt, nhà phát triển đã thừa nhận sự bất tiện này và đề nghị để chạy trò chơi với DirectX 9 trong khi một bản cập nhật được phát hành để giải quyết vấn đề này .

## Âm nhạc
Phát hành của trò chơi đã được đi kèm với hai album nhạc: Batman: Arkham City – Original Video Game Score, sáng tác bởi Nick Arundel và Ron Fish, và Batman: Arkham City - Album bao gồm các bài hát của các nghệ sĩ chủ đạo bao gồm Daughtry, Panic! at the Disco và Coheed và Cambria .

## Phần tiếp theo
Trong tháng 7 năm 2012, Variety xuất bản một báo cáo nói rằng Warner Bros. Interactive Entertainment đang muốn Rocksteady làm một trò chơi Batman là phần trước dựa trên Thời đại Bạc của Truyện tranh và minh họa các nhân vật Superman, Wonder Woman, Green Lantern và Flash. Báo cáo cũng cho rằng trò chơi sẽ khám phá cuộc đối đầu đầu tiên của Batman với Joker và rằng nó sẽ có ngày phát hành không sớm hơn năm 2014 .
Trong tháng 8 năm 2012, Paul Dini nói rằng ông sẽ không tham gia vào việc viết phần tiếp theo, vốn đã không nằm trong việc viết kịch bản cho bất kỳ DLC, bao gồm cả "Harley Quinn's Revenge" và tuyên bố rằng Warner Bros đề nghị ông làm việc ở nơi khác nếu được mời. Ông cũng nói thêm rằng mình đang thực hiện các dự án khác nên không thể tham gia cho đến năm 2013 .